# Ken Sugimori
Ken Sugimori (杉 森 建, Sugimori Ken; Fukuoka, 27 de gener del 1966) és un il·lustrador i dissenyador gràfic japonès. Va dibuixar els 151 Pokémon originals. També va contribuir al joc de cartes col·leccionables i pel·lícules de Pokémon, així com altres jocs, incloent-hi Super Smash Bros.
Des del 1981 fins al 1986 Sugimori va ser il·lustrador de Game Freak, fundada per Satoshi Tajiri. Sugimori va descobrir la revista a una botiga de dojinshi. Finalment Sugimori i Satoshi van decidir proposar a Namco fer un videojoc recreatiu. Van transformar Game Freak en una empresa i van desenvolupar junts el joc Mendel Palace.
Sugimori també va escriure i il·lustrar mangues originals, com ara Explorers of Time i Explorers of Darkness, que van ser difosos amb les comandes anticipades de Pokemon Mystery Dungeon.